# Pranzo in TV
Pranzo in TV è stato un programma televisivo italiano di genere talk show e rotocalco, trasmesso su Rai Uno dal 1983 al 1984 dallo studio 5 del Centro di produzione Rai di via Teulada. È ricordato come il primo dinner talk nella storia della televisione italiana.

## Il programma
Ideato e condotto da Luciano Rispoli, riuniva intorno a una tavola imbandita un gruppo di persone di diverse età e professioni, tra cui personaggi noti e gente comune in rappresentanza di uno spaccato della società italiana di quegli anni. Durante il pasto, gli ospiti conversavano in modo amichevole commentando temi personali e fatti d'attualità in base agli spunti proposti da Rispoli.
Gli interventi musicali che punteggiavano la trasmissione, talvolta interpretati dagli ospiti canori, erano studiati per consentire ai commensali di degustare le pietanze preparate dalla "Signora Lucia", la gastronoma romana Lucia Fadda, e ai telespettatori di proseguire autonomamente la conversazione sui temi trattati. Nelle fasi finali della puntata si aggiungevano alla tavola nuovi ospiti che, consumando un dessert o un caffè, venivano coinvolti nelle discussioni in corso.
La prima edizione, Pranzo in Tv - Quattro chiacchiere a tavola da un lunedì all'altro - andò in onda settimanalmente in seconda serata, dal 7 novembre 1983 al 9 gennaio 1984 (ad eccezione del 21 e del 28 novembre). La seconda, Pranzo in Tv - Quattro chiacchiere a tavola da un sabato all'altro, fu trasmessa dal 31 marzo al 19 maggio 1984, mentre il 26 maggio la puntata fu ospitata dal Teleconfronto di Chianciano e interamente dedicata, per l'occasione, al telefilm.
In virtù dei buoni ascolti ottenuti, Pranzo in TV - quattro chiacchiere a tavola giorno per giorno fu trasmesso in diretta dal 4 al 15 giugno 1984 dalle 12:05 alle 14:15, con all'interno l'edizione delle 13:30 del TG1, in sostituzione dello show Pronto, Raffaella?, interrotto per la pausa estiva. Le presenze fisse nella versione meridiana del programma, oltre alla signora Lucia, erano Livia Azzariti, "medico di famiglia" dello show, Patrizia Pilchard, che alle 14 conduceva quiz telefonici a premi rivolti anche ai telespettatori più giovani, e Giorgio Bracardi nella veste dei suoi personaggi più celebri, tra cui il Prof. Marcellini, che nei suoi monologhi lasciava trapelare indicazioni utili alla risoluzione dei giochi proposti dalla Pilchard.

### Ospiti di prestigio
Intorno alla tavola di Rispoli si alternarono molti ospiti di prestigio, tra i quali Giorgio Albertazzi, Giampiero Albertini, Piero Angela, Janet Agren, Zeudi Araya, Pupi Avati, Piero Badaloni, Agostina Belli, Nino Benvenuti, Lello Bersani, Edmondo Bernacca, Alberto Bevilacqua, Aldo Biscardi, Gianni Bisiach, Florinda Bolkan, Lando Buzzanca, Maria Carta, Nino Castelnuovo, Sandro Ciotti, Ombretta Colli, Franco Cristaldi, Luciano De Crescenzo, Carlo Delle Piane, Ida Di Benedetto, Carla Fendi, Fabio Fazio, Fiordaliso, Lando Fiorini, Arnoldo Foà, Flavia Fortunato, Pippo Franco, Carlo Fuscagni, Giancarlo Fusco, Loretta Goggi, Ugo Gregoretti, Dee D. Jackson, Sylva Koscina, Rosanna Lambertucci, Philippe Leroy, Gianni Letta, Oreste Lionello, Mario Marenco, Nando Martellini, Miranda Martino, Carlo Massarini, Donatella Milani, Gianni Minoli, Bruno Modugno, Francesco Moser, Ruggero Orlando, Rita Pavone, Nicola Pietrangeli, Daniele Piombi, Mino Reitano, Memo Remigi, Katia Ricciarelli, Sidney Rome, Luciano Salce, Tino Scotti, Antonella Steni, Achille Togliani, Franca Valeri, Carlo Verdone, Paolo Villaggio, Milena Vukotic, Iva Zanicchi.